# Winfried Heusler
Winfried Heusler (* 20. September 1955 in Traunreut) ist ein deutscher Ingenieur und Hochschullehrer auf dem Gebiet der Fassadentechnik. Seit 2025 ist er Institutsleiter am Institut für Fenstertechnik in Rosenheim.
Als Autor, Referent und in verschiedenen Positionen in der Industrie setzt er sich unter anderem für eine klima- und kulturgerecht gebaute Umwelt ein.

## Leben und Beruf
Heusler absolvierte 1975 das Abitur am Goethe-Gymnasium Regensburg und studierte von 1976 bis 1982 Maschinenbau an der Technischen Universität München. 1991 wurde Heusler an der Technischen Universität Berlin mit einer Arbeit zu "Experimentelle Untersuchung des Tageslichtangebotes und dessen Auswirkungen auf die Innenraumbeleuchtung" promoviert.
Von 1982 bis 2023 arbeitete er bei namhaften Unternehmen der Baubranche in leitender Position, in denen er für die Planung und Durchführung von Fassadenprojekten weltweit verantwortlich war.
2004 erhielt Heusler eine Ehrenprofessur an der Fakultät für Architektur der Kiewer Nationalen Universität für Bauwesen und Architektur (Ukraine), 2014 eine Honorarprofessur an der Detmolder Schule für Architektur und Innenarchitektur der Technischen Hochschule Ostwestfalen-Lippe. Als Gastvortragender ist er unter anderem aktiv an der TU München, TU Berlin, TU Dortmund, TU Dresden sowie der Universität Siegen und betreute zahlreiche Semester-, Diplom- und Doktorarbeiten.
Seit 2011 gehört Heusler dem Produktbeirat der DGNB (Deutsche Gesellschaft für Nachhaltiges Bauen) an, seit 2016 ist er Mitglied des Konvents der Bundesstiftung Baukultur. Heusler ist Mitglied in weiteren Beiräten und Gremien.
Seit April 2025 ist Heusler Institutsleiter am Institut für Fenstertechnik in Rosenheim. Diesen Posten hatte er zuvor bereits kommissarisch inne.
Heusler ist verheiratet und hat zwei Kinder.

## Projekte (Auswahl)
- 1988–1990: Messeturm, Frankfurt am Main[1]
- 1994–1997: Stadttor (Düsseldorf), Düsseldorf[1]
- 1994–1997: Commerzbank Tower, Frankfurt am Main[1]
- 2001–2004: Jin Mao Tower, Shanghai[1]
- 2001–2004: Axel-Springer-Hochhaus, Berlin[1]
- 2010–2012: Flame Towers, Baku[1]
- 2012–2013: DC Towers, Wien[1]
- 2019: ToHa Tower 1, Tel Aviv[7]

## Veröffentlichungen (Auswahl)
- Eberhard Oesterle; Winfried Heusler: Doppelschalige Fassaden – Ganzheitliche Planung (deutsch / englisch / chinesisch). Prestel Verlag, München 2001, ISBN 3-7667-1376-0.
- Dirk U. Hindrichs; Winfried Heusler: Fassaden – Gebäudehüllen für das 21. Jahrhundert / Façades – Building Envelopes for the 21st Century (deutsch / englisch). Birkhäuser Architektur, Basel 2010, ISBN 978-3-7643-9959-7.
- Winfried Heusler; Ksenija Kadija: Gebäudehüllen gestern, heute und morgen. In: Bauphysik Kalender 2017. Ernst & Sohn, Berlin 2017, S. 1–44, doi:10.1002/9783433607794.ch1.
- Winfried Heusler; Ksenija Kadija: Advanced design of complex façades. In: Intelligent Buildings International. Taylor & Francis, London 2018, S. 220–233, doi:10.1080/17508975.2018.1493979.
- Winfried Heusler; Ksenija Kadija: Fassaden im digitalen Wandel – Vom Entwurf zum Rückbau. In: ce/papers. Ernst & Sohn, Berlin 2019, S. 258–269, doi:10.1002/cepa.1016.
- Winfried Heusler; Daniel Arztmann; Ksenija Kadija: Resilient bauen – Fassaden, Strukturen und Prozesse. In: ce/papers. Ernst & Sohn, Berlin 2021, S. 367–378, doi:10.1002/cepa.1619.
- Winfried Heusler; Ksenija Kadija: Nachhaltige Fassaden – Zirkularität als Innovationstreiber. In: Glasbau 2023. Ernst & Sohn, Berlin 2023, S. 95–106, doi:10.1002/9783433611739.ch7.